# Paus Celestinus II
Paus Celestinus II, geboren als Guido di Castello, (Città di Castello, ? – Rome, 8 maart 1144) was paus van de Rooms-Katholieke Kerk van 26 september 1143 tot aan zijn dood.

## Biografie

### Jonge jaren
Guido was van adellijke afkomst. Al vroeg in zijn studietijd was hij een bewonderaar van de theoloog en filosoof Petrus Abaelardus, iets waartegen hij later gewaarschuwd werd door Bernard van Clairvaux die Abaelardus beschuldigde van dwalingen.
In december 1127 werd Guido door paus Honorius II verheven tot kardinaal-diaken met de titeldiakonie Santa Maria in Via Lata. Onder paus Innocentius II volgde zijn promotie tot kardinaal-priester met de titelkerk San Marco.
Tijdens het pontificaat van Innocentius vervulde Guido diverse diplomatieke functies; hij was pauselijk legaat in Keulen en Aken en werd naar Rogier II van Sicilië gezonden om daar de legitimiteit van paus Innocentius II te verdedigen. Deze was vanaf zijn aantreden geconfronteerd met een tegenkandidaat, Anacletus II. Guido’s missie was om internationale erkenning te krijgen voor de claim van Innocentius op de pauselijke troon.

### Paus
Op 26 september 1143 werd Guido in het Lateraans Paleis te Rome verkozen tot paus, waarbij hij de naam Celestinus aannam. Zijn kroning vond plaats op 3 oktober 1143, na eerst tot bisschop te zijn gewijd.
Celestinus’ pontificaat telde slechts 164 dagen. Belangrijkste feit werd de opheffing van het interdict dat zijn voorganger had uitgesproken over Franse steden. Dit interdict was een gevolg van het protest van de Franse koning Lodewijk VII tegen de benoeming van Pierre de la Chatre tot aartsbisschop van Bourges. Tegen de wil van de koning werd hij toch gekozen, maar door de koning ervan weerhouden zijn ambt te vervullen. Uiteindelijk zou deze twist leiden tot een strijd in Noord-Frankrijk waarbij ongeveer duizend gelovigen de dood vonden bij een brand in een kerk. Op verzoek van de Franse koning bemiddelde Celestinus in de kwestie, wat uiteindelijk leidde tot de acceptatie van de gekozen aartsbisschop.
Door zijn vroegtijdige dood zou hij niet betrokken worden bij het dreigende conflict dat ontstond met Rogier II van Napels.
Op 9 januari 1144 vaardigde Celestinus II de bul Milites Templi uit, waarmee hij opriep de Tempeliers te beschermen en de gelovigen opriep te doneren aan de orde. De bul zou de basis vormen voor de rijkdom en het succes van de orde.
Tijdens drie consistories creëerde Celestinus 13 kardinalen.
Paus Celestinus II overleed op 8 maart 1144 in Rome, waar hij begraven werd in de Sint-Jan van Lateranen-basiliek. Hij werd opgevolgd door Lucius II.
Cursief: tegenpaus